# Gofasia
Gofasia là một chi ốc biển nhỏ, là động vật thân mềm chân bụng sống ở biển trong họ Rissoidae.

## Các loài
Các loài trong chi Gofasia gồm có:
- Gofasia atlantidis Gofas, 2007[2]
- Gofasia galiciae Bouchet & Warén, 1993[3]
- Gofasia josephinae Bouchet & Warén, 1993[4]
- Gofasia obtusellaeformis Gofas, 2007[5]
- Gofasia tenuicula Gofas, 2007[6]
- Gofasia vanderlandi Bouchet & Warén, 1993[7]
- Gofasia vinyllina Gofas, 2007[8]